# الا را پک
الا را پک (انگلیسی: Ella Rae Peck؛ زادهٔ ۸ سپتامبر ۱۹۹۰) یک هنرپیشه اهل ایالات متحده آمریکا است. وی از سال ۲۰۰۶ میلادی تاکنون مشغول فعالیت بوده‌است.
از فیلم‌های معروف او می‌توان به بازی در فیلم زنان ازدواج‌نکرده اشاره کرد.